# دوج چارجر (۱۹۶۶)
دوج چارجر ۱۹۶۶ که با عنوان دوج چارجر بدنه-بی (Dodge charger B-Body) نیز شناخته می‌شود، خودرویی است که در سال‌های ۱۹۶۶ تا ۱۹۷۸ تولید شده‌است.
این خودرو در کلاس خودرو سایز متوسط قرار گرفته، طراحی آن خودروهای موتور جلو-محور عقب بوده‌است. این خودرو جزو خودروی‌های عضلانی است.

## نگارخانه

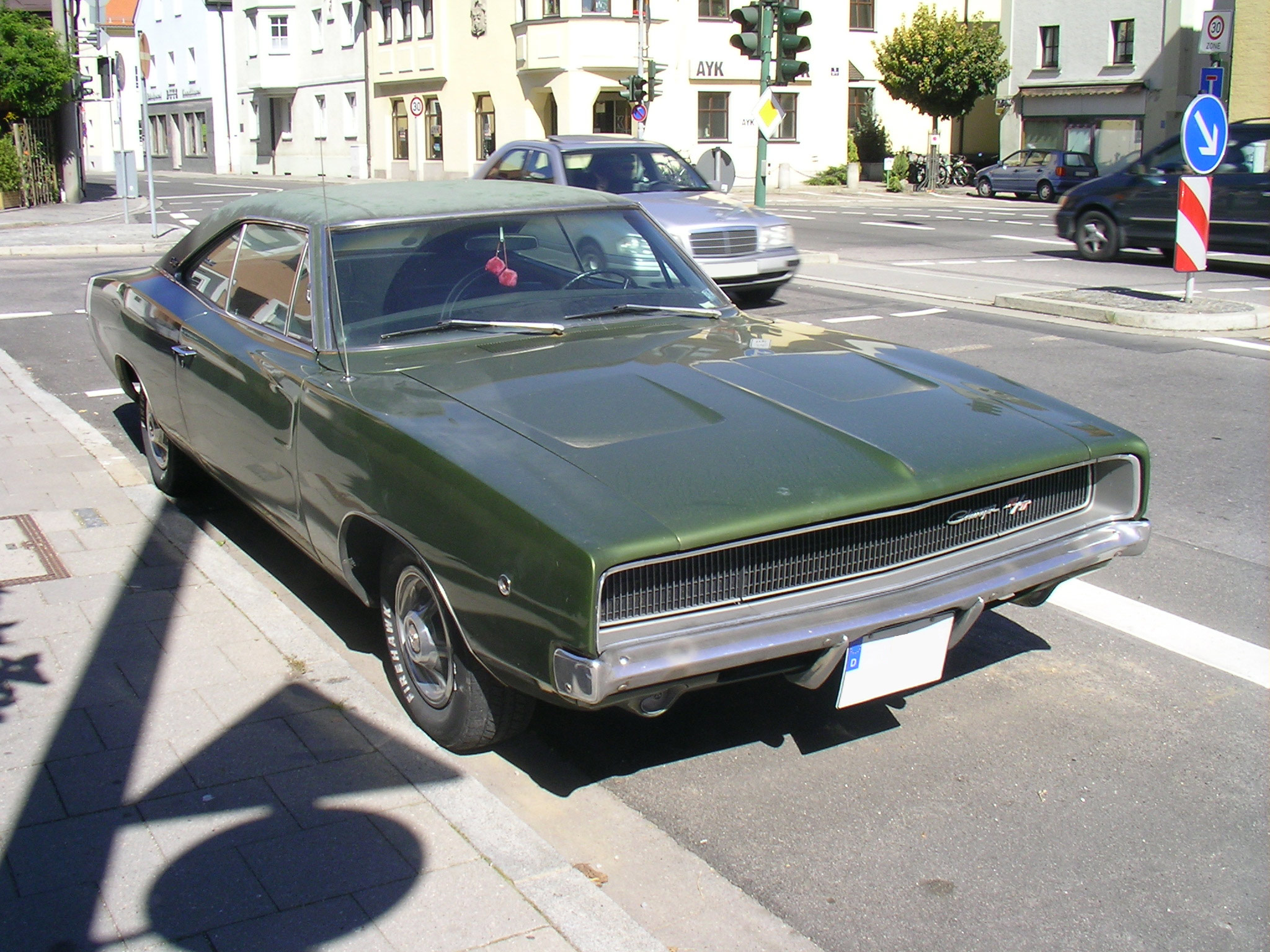
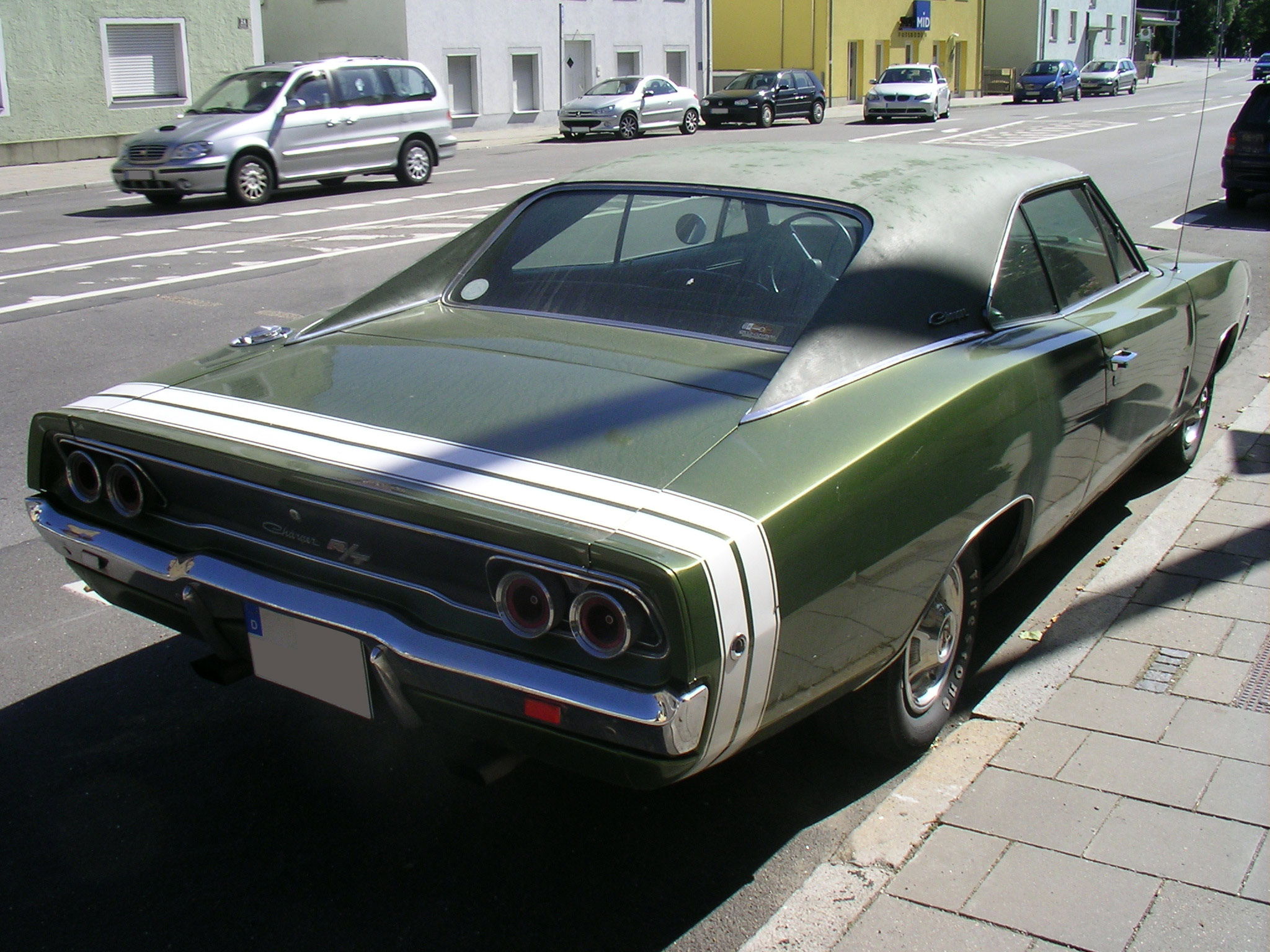